# Augustin-Alexandre Dumont

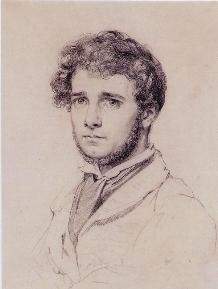
Auguste Dumont, in 1829, door Auguste-Hyacinthe Debay

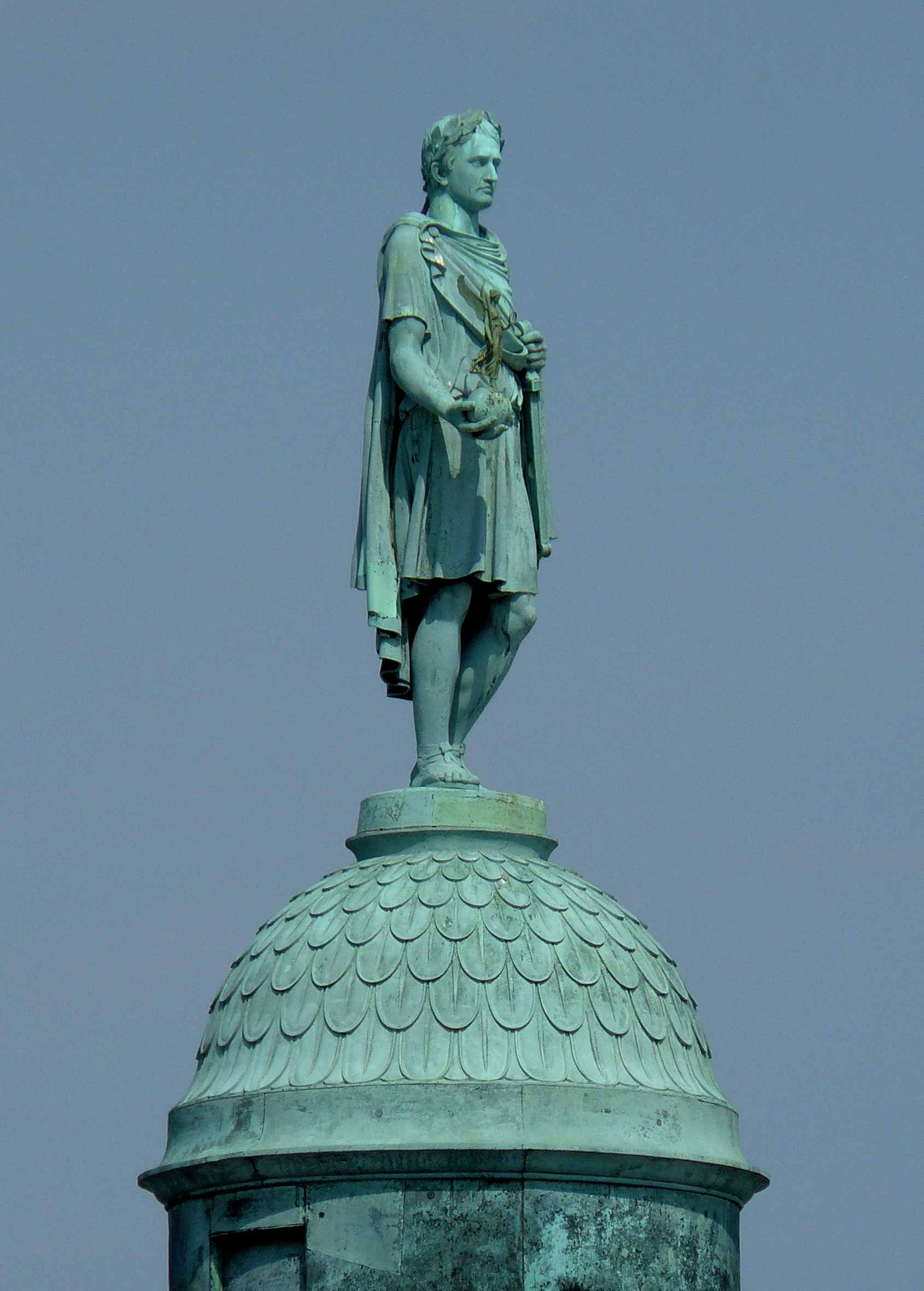
Statue de la colonne Vendôme

Augustin-Alexandre Dumont, gekend onder de naam Auguste Dumont (Parijs, 4 augustus 1801 – Parijs, 28 januari 1884) was een Frans beeldhouwer.

## Biografie
Dumont was deel van een bekende beeldhouwersfamilie. Hij was de achterkleinzoon van Pierre Dumont, de zoon van Jacques-Edme Dumont en de broer van componiste Louise Farrenc. In 1818 ving hij zijn studies aan de École nationale supérieure des beaux-arts aan te Parijs. Hij was er leerling van Pierre Cartellier. In 1823 won hij de Prix de Rome voor zijn beeldhouwwerken, waarna hij ging studeren aan de Académie de France in Rome.
In 1830 keerde Dumont terug naar Frankrijk. In 1853 werd hij er leerkracht aan de École des Beaux-Arts. Door ziekte kon hij niet meer werken na 1875.

## Werken
- Het kind Bacchus die wordt gevoed door de nimf Leucothea (1830; Semur-en-Auxois, Musée Municipal)
- Standbeeld van Nicolas Poussin voor de Salle Ordinaire des Séances in het Palais de l'Institut de France, Parijs (1835)
- Standbeeld van Thomas Robert Bugeaud (~1850; Versailles)

- Bibliothèque nationale de France: cb107380587 (data)
- Gemeinsame Normdatei: 102139324X
- International Standard Name Identifier: 0000 0000 8088 407X
- Library of Congress Control Number: n2010070639
- Base Léonore: LH//846/5
- RKD-Nederlands Instituut voor Kunstgeschiedenis: 211118
- Système universitaire de documentation: 117727849
- Union List of Artist Names: 500118815
- Virtual International Authority File: 9838247
- WorldCat: E39PBJy4jgcC8tkYgRBVgkyrv3